# 丙基三氯硅烷
丙基三氯硅烷是一种有机化合物，化学式为C3H7SiCl3。它可由烯丙基三氯硅烷和三乙基硅烷在氯化镍存在下反应制得。它和三甲基氟化锡反应，可以得到丙基三氟化硅。